# Reinhard Borchert
Reinhard Borchert (* 24. März 1948 in Viehle) ist ein ehemaliger deutscher Sprinter.
Bei den Olympischen Spielen 1976 in Montreal erreichte er in der 4-mal-100-Meter-Staffel das Halbfinale.
1975 und 1976 wurde er mit dem TV Wattenscheid 01 Deutscher Meister in der 4-mal-100-Meter-Staffel.
Seine persönliche Bestzeit von 10,3 s stellte am 23. Juni 1973 in Bonn auf.